# Deltomyza australiensis
Deltomyza australiensis là một loài ruồi trong họ Tachinidae.